# 青☆組
青☆組（あおぐみ）は、日本の劇団。桐朋学園芸術短期大学演劇科の卒業生を中心に結成され、2001年より演劇プロデュースユニットとして活動を始める。2011年に劇団化。2006年から2011年まで青年団リンクとしても活動。
劇作家・演出家の吉田小夏のオリジナル作品を上演するカンパニー。
市井の人々の暮らしと人生を丹念に⾒つめ、音楽的で瑞々しい対話劇を創作。「一遍の抒情詩」とも評される、ペーソス溢れる緻密な戯曲と、⽷を紡ぐように丁寧な演出が特色。 旗揚げから一貫して、日本語ならではの文学性を大切に創作をしている。 
心の琴線に触れる美しく繊細な劇世界で、小学生から80代迄、幅広い年代に⽀持されているのも特徴。劇団員も、30～70代まで幅広い年代の俳優が所属している。 
近年では、市民劇の創作や、日本各地の劇場によるアーティストインレジデンスでの創作による地域交流、教育現場での演劇ワークショップによる演劇教育の活動など、公共性の高い演劇活動を実践し、劇団単位での活躍の幅を広げている。

## 劇団員（2023年現在）
- 吉田小夏
- 福寿奈央
- 藤川修二
- 大西玲子
- 土屋杏文

### かつて劇団員として在籍していたメンバー
- 林竜三
- 荒井志郎
- 有吉宣人
- 佐度那津季

## 主な公演
- 青☆組 vol.1『うちのだりあの咲いた日に』（2002年）
- 青☆組 vol.5『時計屋の恋』（2006年）
- 青☆組 vol.6『おやすみ、枇杷の木』（2007年）
- 青☆組 vol.9『雨と猫といくつかの嘘』（2009年）
- 青☆組 vol.11『午后は、すっかり雪』（2009年）
- 青☆組 vol.14『雨と猫といくつかの嘘』（2011年）
- 青☆組 vol.15『パール食堂のマリア』（2011年）MITAKA "Next" Selection 12th 参加作品
- 青☆組 vol.16『キツネの嫁入り』（2012年）
- 青☆組 vol.20『星の結び目』（2014年）
- 青☆組 vol.21『海の五線譜』（2015年）
- 青☆組 vol.22『パール食堂のマリア』（2016年）平成28年度文化庁芸術祭参加公演
- 『モモ』（2016年）子どもに見せたい舞台vol.10 参加作品
- 青☆組 vol.23『雨と猫といくつかの嘘』（2017年）
- 青☆組vol.22 『パール食堂のマリア』（2016年）＊平成28年度文化庁芸術祭参加公演
- 青☆組vol.23 『雨と猫といくつかの嘘』＋『青色文庫 -其参、アンコール選集-』（2017年）
- 青☆組vol.24『グランパと赤い塔』（2017年）
- 青☆組vol.25『Butterflies in my stomach』（2019年）
- 吉祥寺ファミリ―シアター『ぞうれっしゃがやってきた』（2021年）